# Borough of Ipswich
Borough of Ipswich är ett distrikt (motsvarande kommun) i grevskapet Suffolk i England, Storbritannien. Distriktet har 139 247 invånare (2022). Det består av staden Ipswich.